# Vegetační stupňovitost

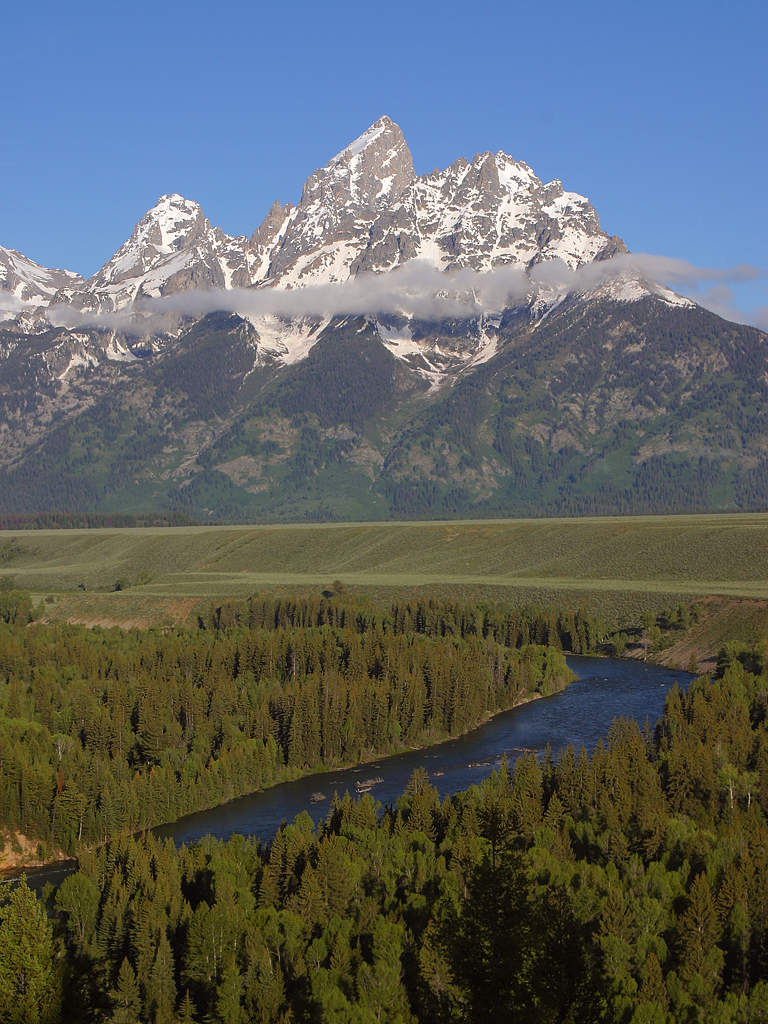
Vegetační stupňovitost na příkladu Grand Teton ve Skalnatých horách

Vegetační (nebo také výšková) stupňovitost je vertikální rozvrstvení ekosystémů v horských oblastech. Jedná se o přirozenou rozdílnost vegetace způsobenou rozdílným klimatem s přibývající nadmořskou výškou a různou expozicí. S přibývající nadmořskou výškou se zvyšuje množství srážek a klesají teploty. Expozice (orientace ekosystému vůči světové straně) se projevuje rozdílnou distribucí slunečního světla. Rozdílnost klimatických prostředí se projevuje změnou ve složení vegetace i změnou ve složení fauny.

## Příčiny stupňovitosti
- teplota – s přibývající nadmořskou výškou klesá průměrná teplota vzduchu (na 100 m přibližně o 0,54 °C). Teplota dále ovlivňuje délku námrazy a počet mrazových dní, který s výškou stoupá, a to ve vyšších polohách rychleji než v nižších. To způsobuje mj. vyšší podíl sněhových srážek. Také se zvětšuje rozdíl mezi teplotou vzduchu a půdy.

- srážky a vlhkost – významným faktorem je množství srážek, jejich rozložení, vlhkost vzduchu a výpar. Když teplý a vlhký vzduch stoupá nahoru po návětrné straně hory, vzduch postupně chladne, ztrácí schopnost držet vlhkost, a proto pouští vodu ve formě srážek. Se zvyšující se nadmořskou výškou tedy stoupá celkové množství srážek (ale pouze do určité výšky nad hranicí výskytu vegetace) a zároveň klesá absolutní vzdušná vlhkost. S tím je také spojen stoupající výpar a počet dní s mlhou.

- sluneční záření – zemská atmosféra díky vodní páře a dalším pevným a plynným příměsím přirozeně filtruje a absorbuje světlo ze Slunce. Díky tomu dostávají vyšší místa (pohoří) vyšší intenzitu slunečního záření než nižší polohy. (Nicméně v zimním období je to kompenzováno zvýšenou oblačností.) Horské keře a trávy tedy více prospívají ze světelné energie a mají často malé listy a naopak rozsáhlý kořenový systém.

- složení půdy – obsah živin v půdě v různých nadmořských výškách dále komplikuje vymezení vegetačních stupňů. Půdy s vyšším obsahem živin díky větší míře rozkladu nebo zvětrávání hornin podporují růst vyšší vegetace, a to zejména dřevin. Avšak nelze jednoduše korelovat výnos biomasy s nadmořskou výškou. V našich zeměpisných šířkách jsou ve vyšších polohách půdy chudší a kyselejší kvůli vymývání půdy srážkami.

- jiné příčiny – mezi ně může patřit četnost anomálií (požárů, monzunů), rychlost větrů, konkurence mezi organismy, vzdálenost od potoků a řek aj.

## Výškové/vegetační stupně
Vlivem vegetační stupňovitosti se rostlinstvo formuje do výškových neboli vegetačních stupňů, označovaných také jako orobiomy. Ty do určité míry opakují analogicky vegetační zonálnost podle zeměpisné šířky. Vertikální vegetační stupňovitost (vegetační stupně/orobiomy) nesmíme zaměňovat s horizontální vegetační zonálností (biomy). Vegetační stupeň je tedy plošně převažující klimaxový ekosystém daný vegetací (včetně náhradních ekosystémů) v určitém území, podmíněný makroklimatem a mezoklimatem v podmínkách měnící se nadmořské výšky.

## Výšková/vegetační stupňovitost Střední Evropy

### Výškové stupně
Často se výšková stupňovitost vyjadřuje podle orografie terénu v tzv. výškových stupních (elevation levels).
Výškový stupeň:
1. planární (nížinný) – zaujímá nížiny s malou nadmořskou výškou, porostem jsou listnaté dubohabrové a lužní lesy;
2. kolinní (pahorkatinný) – nízké kopce a pahorkatiny se smíšeným listnatým lesem s dřevinnou skladbou: dub zimní, habr a buk;
3. submontánní (podhorský, vrchovinný) – zaujímá podhorské polohy s převažujícími bukovými lesy bez příměsi jehličnanů (krom jedle);
4. montánní (horský) – středohorské polohy se smíšeným smrkovo-bukovo-jedlovým lesem;
5. oreální/supramontánní (vysokohorský) – vysokohorské polohy se smrkovo-bukovo-jedlovým a smrkovým lesem;
6. subalpínský – vysokohorské polohy se smrkovými nezapojenými porosty kolem horní hranice lesa;
7. alpínský – polohy nad horní hranicí lesa s porosty křovin, v Česku kleče (v Alpách kromě kleče také olše zelené a pěnišníků);
8. nivální (sněžný) – polohy nad hranicí sněžné čáry nebo na orograficky bezsněžných místech s nesouvislou vegetací lišejníků a mechorostů.[3]

### Vegetační stupně (v pojetí geobiocenologické typologie)
Vegetační stupně v geobiocenologickém pojetí jsou založeny na přírodním (potenciálním) stavu geobiocenóz, tedy na klimaxovém stavu bioty. Autorem je prof. Alois Zlatník, který vymezil vegetační stupně na území bývalého Československa a nazval je podle hlavního zastoupení či dominance významných dřevin v přírodních lesních geobiocenóz.  Tuto stupňovitost lze ale také aplikovat na oblast střední Evropy.
Vegetační stupeň:
1. dubový – v přírodních společenstvech by převažovaly listnaté lesy s převahou dubů, především dubu zimního. Typické je druhově bohaté keřové patro (dřín, ptačí zob). Výskyt výrazně teplomilných druhů, často stepních.
2. bukodubový – převládal dub zimní a habr, buk byl přimíšen v podúrovni. V podrostu se krom teplomilných druhů začínají objevovat i druhy lesní.
3. dubobukový – převažující dřevinou je buk s přimíšeným dubem zimním a habrem. Dub zimní i habr, i když jsou zde v příměsi, mají v tomto stupni svoje optimum. Typická fauna středoevropských listnatých lesů.
4. bukový – zde má buk lesní své optimum, vytváří i přirozené monocenózy typické především v karpatské oblasti. Dále by se vyskytovaly jedle bělokorá, dub zimní, javor klen, jilm horský. Ve srážkových stínech pohoří ztrácí buk vitalitu a nahrazuje ho společně s dubem jedle a také borovice.
5. jedlobukový – v přírodních lesích měla optimum jedle, která se vyskytovala v těchto podhorských podmínkách společně s bukem a smrkem. V podrostu jsou již zastoupeny některé horské druhy (třtina chloupkatá, vrbina hajní).
6. smrkobukojedlový – na rozdíl od předchozího stupně měl v přírodních lesích vyšší podíl smrk, buk již nedosahoval hlavní porostní úrovně. V podrostu převládají horské druhy (bika lesní, žebrovice různolistá). Typické jsou hluboké rašeliny s borovicí rašelinnou a některé boreálními druhy.
7. smrkový – biota má charakter horské smrkové tajgy s dominancí montánních a boreálních druhů (např. papratka alpská, bika lesní, mléčivec alpský). Tento stupeň je nejvýše položeným stupněm zapojeného lesa.
8. klečový – jedná se o polohy nad horní stromovou hranicí. V ČR se pouze v Krkonoších přirozeně vyskytují souvislé porosty borovice kleče (kosodřeviny), jinde v ČR jsou vysázeny. Typický je výskyt některých glaciálních reliktů (ostružiník moruška).
9. alpínský – v ČR se vyskytuje pouze v malých ploškách nejvyšších pohoří. Klimatické podmínky nedovolují rozvoj souvislých porostů dřevin. Z bylin se zde vyskytují druhy arkto-alpínské (vrba bylinná, prvosenka nejmenší).[5]
10. subnivální – v ČR není, jinde se vyznačuje mechovými a lišejníkovými společenstvy. Vyskytuje se například ve Vysokých Tatrách nad 2200 m n. m.
11. nivální – v ČR není, v Alpách je to oblast věčného sněhu a ledu, téměř bez vegetace.

### Lesní vegetační stupně (v pojetí lesnické typologie)
V České republice se vyskytuje 9 lesních vegetačních stupňů, které jsou ovlivněny především nadmořskou výškou a stanovištěm. Podkladem pro vymezení lesních vegetačních stupňů bylo především výše uvedené Zlatníkovo rozdělení, které se klimaticky shoduje. Rozdílem je pouze fakt, že lesní vegetační stupně jsou vymezeny pouze pro lesní plochy. Tyto stupně byly vymezeny pro potřeby pěstování lesů a dalších lesnických činností, z pěstování pak zejména pro lesní semenářství (přenos lesního osiva apod.).
Lesní vegetační stupeň:
0. bory – nejedná se o pravý lesní vegetační stupeň, je vymezen pouze na základě extrémního stanoviště
1. dubový
2. bukovodubový
3. dubovobukový
4. bukový
5. jedlobukový
6. smrkobukový
7. bukovosmrkový
8. smrkový
9. klečový